# メイシーズ・デイ・パレード
「メイシーズ・デイ・パレード」（Macy's Day Parade）は、アメリカのロックバンド、グリーン・デイの楽曲。バンドの6枚目のアルバム『ウォーニング』に収録。シングルカットされた。
作詞はビリー・ジョー・アームストロング、作曲はグリーン・デイ。

## 概要
ビリーによるアコースティック・ギターを中心に、トレ・クールのドラムやマイク・ダーントのベースにより演奏される。バンドのコンピレーション・アルバム『インターナショナル・スーパーヒッツ!』にも収録されている。
また、バンドのライブでも演奏されている。